# Malin (Oregon)
Malin – miasto w Stanach Zjednoczonych, w stanie Oregon, w hrabstwie Klamath.